# Die Ferien des Monsieur Hulot

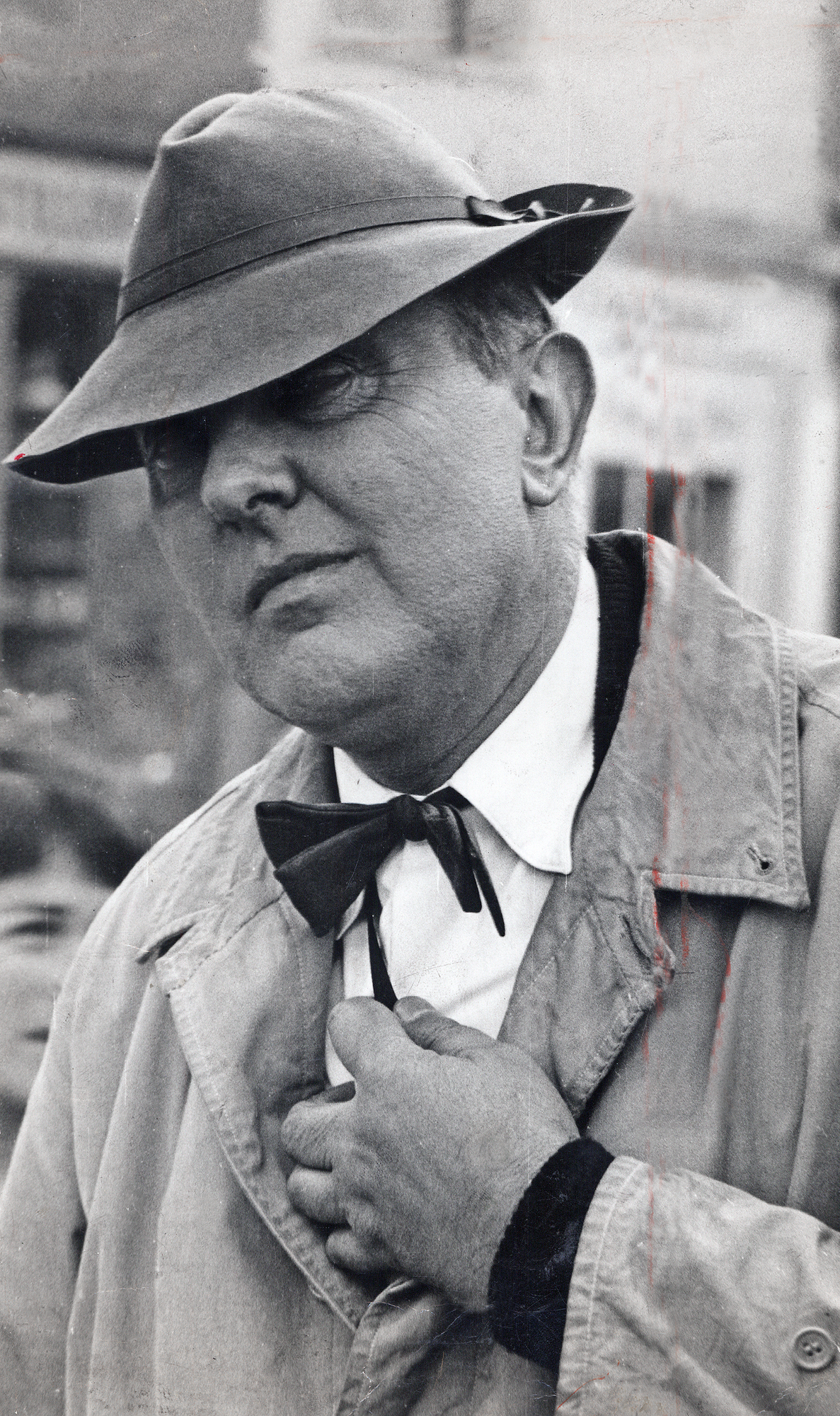
Jacques Tati als Monsieur Hulot, 1959

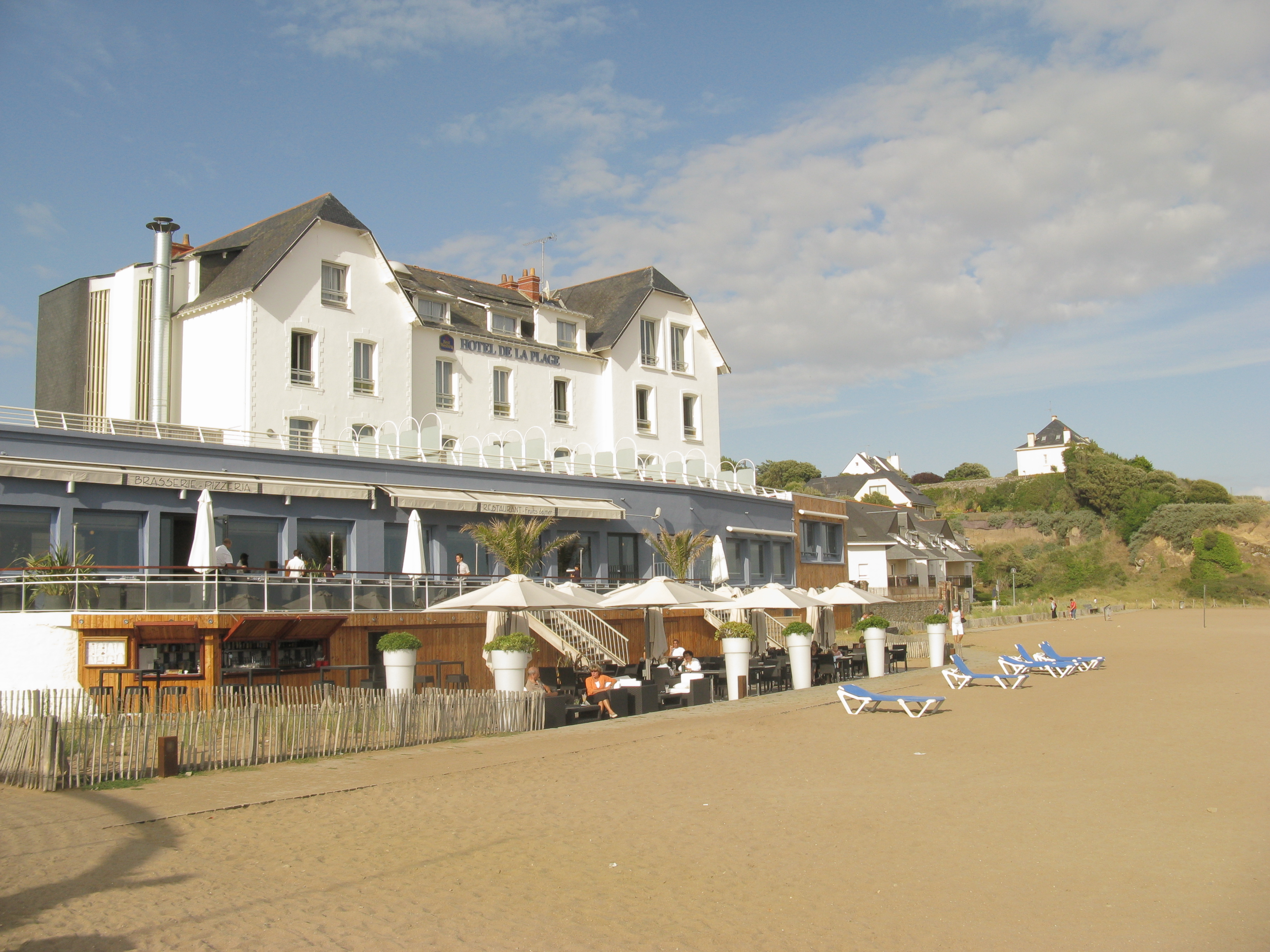
Das Ferienhotel, einer der Außendrehorte des Films

Die Ferien des Monsieur Hulot aus dem Jahr 1953 ist nach mehreren Kurzfilmen der zweite Spielfilm des französischen Regisseurs Jacques Tati. Das Werk hatte am 25. Februar 1953 in Frankreich Premiere.

## Handlung
In einem kleinen bretonischen Badeort verleben die unterschiedlichsten Menschen ihre Ferien – neben Franzosen urlauben dort Engländer, Schweizer und Deutsche. Während die übrigen Gäste ihren Vergnügungen wie Schwimmen, Tennis, Kartenspiel und Gemeinschaftsabenden nachgehen, verursacht ein Gast, Monsieur Hulot, unbeabsichtigt eine Turbulenz nach der anderen. Er verstört mit seiner Vorliebe für Jazz-Musik die Mitbewohner seiner Pension und weckt sie nachts mit seinem lauten alten Automobil. Am Strand sorgt er für den Eindruck, bei seinem beschädigten Paddelboot handele es sich um einen Hai.
Bei dem Versuch, ein Bild gerade zu rücken, hinterlässt er ein Zimmer mit einigen demolierten und beschädigten Gegenständen. Ohne praktische Vorkenntnisse im Tennisspiel besiegt er alle Gäste allein mit seinem ungewöhnlichen Aufschlag (dessen Technik er sich während der Qualitätsdemonstration beim Erwerb des Schlägers von der Verkäuferin abgeschaut hat), was die als Schiedsrichterin fungierende Engländerin hellauf begeistert. Er spielt mit dem Sohn eines deutschen Ehepaares leidenschaftlich Tischtennis und bringt bei seiner Suche nach dem verschlagenen Ball dadurch, dass er den Stuhl eines Kartenspielers während des Ausspielens zu einem anderen Tisch dreht, zwei unabhängige Kartenrunden so in Streit, dass es zu Handgreiflichkeiten kommt. Er löst auf seiner Flucht vor ihn verfolgenden Hunden in einer Hütte unbeabsichtigt bereits in der Nacht vor dem Ende der Ferien das hierfür gedachte Feuerwerk aus. Während die anderen Gäste im Radio einer Rede lauschen, tanzt er lieber mit der jungen Martine, die zusammen mit einer alten Engländerin, einem Schweizer und dem deutschen Jungen als einzige für ihn Sympathie empfindet. Als er mit Martine ausreiten möchte, schafft er es jedoch nicht, sein weißes Pferd zu besteigen und dieses sperrt danach beim Ausschlagen einen anderen Gast in dessen Auto ein, so dass Hulot lieber die Flucht ergreift.
Eingebunden sind seine Erlebnisse in eine Reihe von kleinen Szenen, die weniger eine Handlung als Momentaufnahmen liefern: am Bahnhof, wo die Leute nach unverständlichen Durchsagen stets an den falschen Bahnsteigen auftauchen und die Züge stets an den anderen Gleisen einfahren; der Hund, der auf der Straße schläft und erst nach gutem Zureden Platz macht; Jugendliche, die Duke Ellington hören und englische Zigaretten rauchen; der junge Kommunist, der Martine stets politische Vorträge hält; Kinder, die ihr Brennglas an schlafenden Erwachsenen ausprobieren; die beiden Frauen, die zum Ausflug das gleiche Kleid anziehen und beim Treffen im Flur sofort eine Kehrtwendung zurück ins Zimmer machen; die Hotelangestellten, die alle Gäste misstrauisch beäugen, die ihre Ordnung stören.
Am Ende des Sommers verabschieden sich alle Gäste wortreich voneinander, schneiden jedoch den Kauz Hulot. Nur die alte Engländerin und der ebenso alte Schweizer verabschieden sich von ihm; sie bemerken, dass es trotz der vielen Männer um Martine der liebenswerte Chaot Hulot ist, der Martine am meisten gefallen hat.

## Hintergründe
- Die Ferien des M. Hulot funktioniert wie ein Stummfilm: Es fallen kaum Worte, die zudem in den verschiedenen Sprachen der Gäste – Französisch, Deutsch und Englisch – gesprochen werden. Der Protagonist Monsieur Hulot spricht nur ein Wort, nämlich Hulot.[1]  Musikalisch dominiert das entspannte Hauptthema Alain Romans’, häufig werden akustische Effekte eingesetzt.
- Der Film wurde in Farbe gedreht, Tati entschied sich aber, ihn in Schwarzweiß in die Kinos zu bringen. Nur in der letzten Szene wird das Bild für einen Moment farbig.
- Von dem Film existieren verschieden lange Fassungen. Ursprünglich lief er 114 Minuten. Die heute meistens im Fernsehen gezeigte Fassung ist 89 Minuten lang und wurde von Tati 1978, einige Jahre vor seinem Tod, so entworfen.
- Drehort war Saint-Marc-sur-Mer in Saint-Nazaire, der Strand trägt inzwischen den Namen „La Plage de Monsieur Hulot“ und wird von einer Statue Monsieur Hulots geschmückt. Das „Hôtel de la Plage“ existiert heute noch als leicht verändertes Hotel: ⊙
- Monsieur Hulot trat als Figur noch in weiteren Spielfilmen von Jacques Tati auf: Mein Onkel, Abendschule, Tatis herrliche Zeiten sowie in Trafic.
- Beim von Hulot gefahrenen Automobil handelt es sich um einen Salmson AL3, gebaut 1923–24.[2]

## Kritiken
„Wie eine Perlenschnur sind die Gags aufgereiht, verbunden von einer überaus liebenswerten Intelligenz und einem romantischen Charme. Eine zärtlich-erfreuliche Typen-Komödie, die sich gegen jede filmische Einordnung nicht nur im französischen Kino sperrt.“

„Es ist keine heitere Komödie, sondern eine Komödie der Erinnerung, der Nostalgie, der Liebe und der guten Laune. Es gibt ein paar echte Lacher, aber Die Ferien des Monsieur Hulot gibt uns etwas Seltenes, eine amüsierende Zuneigung für die menschliche Natur, eigenartig, wertvoll und besonders.“

## Auszeichnungen
Der Film gewann 1953 den Louis-Delluc-Preis und nahm am Cannes Film Festival teil, bei dem er mit dem „Preis der internationalen Kritik“ ausgezeichnet wurde. Zudem erhielt er den belgischen Prix Femina. 1956 wurden Tati und Henri Marquet in der Kategorie „Bestes Drehbuch“ für den Oscar nominiert. Neben der Teilnahme am Festival in Cannes nahm der Film auch an der Berlinale 1953 teil.

## Rezeption
Loriot hat in den 1970er Jahren eine Szene aus Die Ferien des M. Hulot übernommen: Hulot betritt den Salon von Martines Pension in Reitkleidung und will ein schief hängendes Bild geraderücken. Daraufhin geschehen ihm nach und nach mehrere Missgeschicke. Loriot spielt in seinem Sketch Zimmerverwüstung einen Vertreter, der einen Hausbesuch macht und im Wohnzimmer auf seine Kunden wartet, während er dabei unabsichtlich das ganze Zimmer demoliert. Dabei wurde auch der Gag kopiert, bei dem der Chaot am Teppich hängen bleibt. Da Hulot Reitstiefel mit Sporen trägt, wirkt die Szene hier überzeugend; beim Vertreter gibt es jedoch keinen Grund, hängen zu bleiben.
Der britische Komiker Benny Hill hat einige Sketche von Tati in den 1980er Jahren übernommen: Legendär ist die Szene, in der Hulot (Tati) als Hotelgast beim Abendessen über den Tisch nach dem Salzstreuer langt, just in dem Moment, als sich der Tischnachbar den Mund mit der Serviette abwischen will. Der Tischnachbar säuberte somit seinen Mund am Ärmel von Hulot und nicht an der Serviette – die Situationskomik war perfekt. Diese Szene wiederholt sich nach einigen Sekunden nochmals.
Rowan Atkinson hat sich bei der Gestaltung seiner Figur Mr. Bean von Monsieur Hulot beeinflussen lassen. Auch Auftritte im Ministry of Silly Walks (übersetzt etwa: Ministerium für komische Gangarten) in Monty Python’s Flying Circus haben Ähnlichkeiten zu Hulots manchmal ungewöhnlichem Gehstil.
Der französische Schriftsteller Jean-Claude Carrière verfasste nach dem Film einen Roman, der 2003 in Deutschland erschien.

Der Filmblogger Burello Submarine führt drei bis vier wirklich denkwürdige Arten auf, komisch zu gehen: 

„I can think of three truly memorable comic walks: Charlie Chaplin, Groucho Marx, and Jacques Tati…then there’s the whole Monty Python’s Flying Circus “Ministry of Silly Walks” but that’s another story.“

## DVD-Veröffentlichung
- Die Ferien des Monsieur Hulot. Ufa 2005
- M. Hulot’s Holiday, Criterion Collection (Code 1), USA 2006

## Soundtrack
- Alain Romans: Les Vacances de Monsieur Hulot (Auszüge), auf: Extraits des Bandes Originales des Films de Jacques Tati. Philips / Polygram o. J., Tonträger-Nr. 836 983-2